# Benedikts Plads Station
Benedikts Plads Station er en letbanestation på Odense Letbane, beliggende på Benedikts Plads i Odense. Stationen åbnede sammen med letbanen 28. maj 2022.
Letbanen ligger i en græsbelægning i midten af Albanigade. Herfra svinger den over pladsen, hvor stationen ligger. Derefter fortsætter letbanen i midten ad Benediktsgade, hvor der er græsbelægning og træer. Selve stationen består af to spor med hver sin sideliggende perron. Pladsen som sådan blev udvidet og omdannet til et nyt byrum i forbindelse med anlæggelsen af letbanen. Det medførte blandt andet, at en grillbar blev flyttet ca. 30 m fra sin oprindelige plads, hvor letbanestationen kom til at ligge.
Omgivelserne udgøres primært af forskelligt boligbyggeri med forretninger, herunder nogle etageejendomme ved pladsen. Desuden ligger Odense Friskole lige syd for pladsen.
Benedikts Plads
| Foregående station           |  | Odense Letbane                       |  | Efterfølgende station      |
| ---------------------------- |  | ------------------------------------ |  | -------------------------- |
| Albani Torv mod Tarup Center |  | Tarup Center - Hjallese fra maj 2022 |  | Palnatokesvej mod Hjallese |